# AmigaOS 4
O AmigaOS 4 (abreviado como OS4 ou AOS4) é uma linha de sistemas operacionais Amiga que é executada em microprocessadores PowerPC. Ele se baseia principalmente no código-fonte do AmigaOS 3.1 desenvolvido pela Commodore e parcialmente na versão 3.9 desenvolvida pela Haage & Partner. "The Final Update" (para a versão 4.0 do SO) foi lançado em 24 de dezembro de 2006 (originalmente lançado em abril de 2004) após cinco anos de desenvolvimento pela empresa belga Hyperion Entertainment sob licença da Amiga, Inc. para usuários registrados no AmigaOne.

## História
Durante os cinco anos de desenvolvimento, os compradores de máquinas AmigaOne puderam baixar versões de pré-lançamento do AmigaOS 4.0 do repositório da Hyperion, desde que elas estivessem disponíveis.
Em 20 de dezembro de 2006, a Amiga, Inc. rescindiu o contrato com a Hyperion Entertainment para produzir ou vender o AmigaOS 4. No entanto, o AmigaOS 4.0 foi lançado comercialmente para Amigas com placas aceleradoras PowerUP em novembro de 2007 (tendo sido disponibilizado apenas para desenvolvedores e testadores beta até então). A empresa italiana de computadores ACube Systems anunciou as placas-mãe Sam440ep e Sam440ep-flex, que são compatíveis com o AmigaOS 4. Além disso, um carregador de inicialização de terceiros, conhecido como "Moana", foi lançado pela Acube em sites de torrent; ele permite a instalação da versão Sam440ep do OS4 no Mac Mini G4s. No entanto, ele não é oficial e não tem suporte até o momento, além de ser muito incompleto, especialmente em relação aos drivers. Durante o processo judicial (entre a Hyperion e a Amiga, Inc.), o OS4 ainda estava sendo desenvolvido e distribuído.
Em 30 de setembro de 2009, a Hyperion Entertainment e a Amiga, Inc. chegaram a um acordo em que a Hyperion recebeu o direito exclusivo de usar o AmigaOS 3.1 e comercializar o AmigaOS 4 e as versões subsequentes do AmigaOS (incluindo o AmigaOS 5, sem limitação). A Hyperion garantiu à comunidade Amiga que continuará o desenvolvimento e a distribuição do AmigaOS 4.x (e posteriores), como tem feito desde novembro de 2001.